# Hästbana

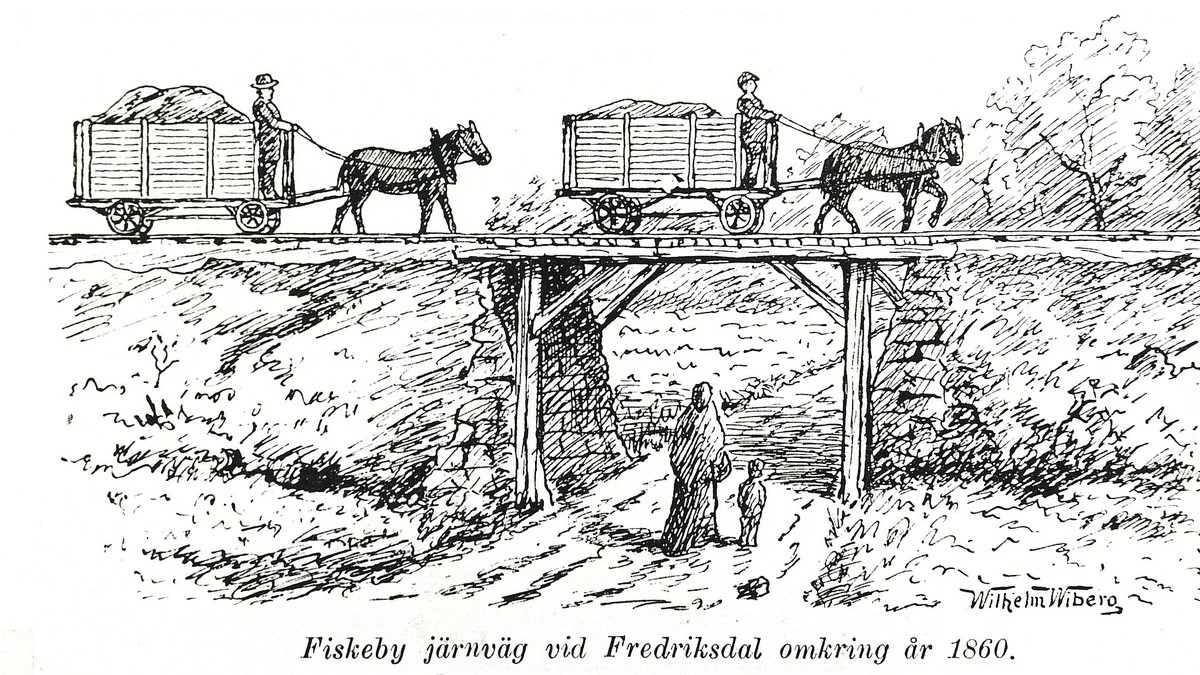
Fiskeby järnväg vid Fredriksdal, omkring 1860

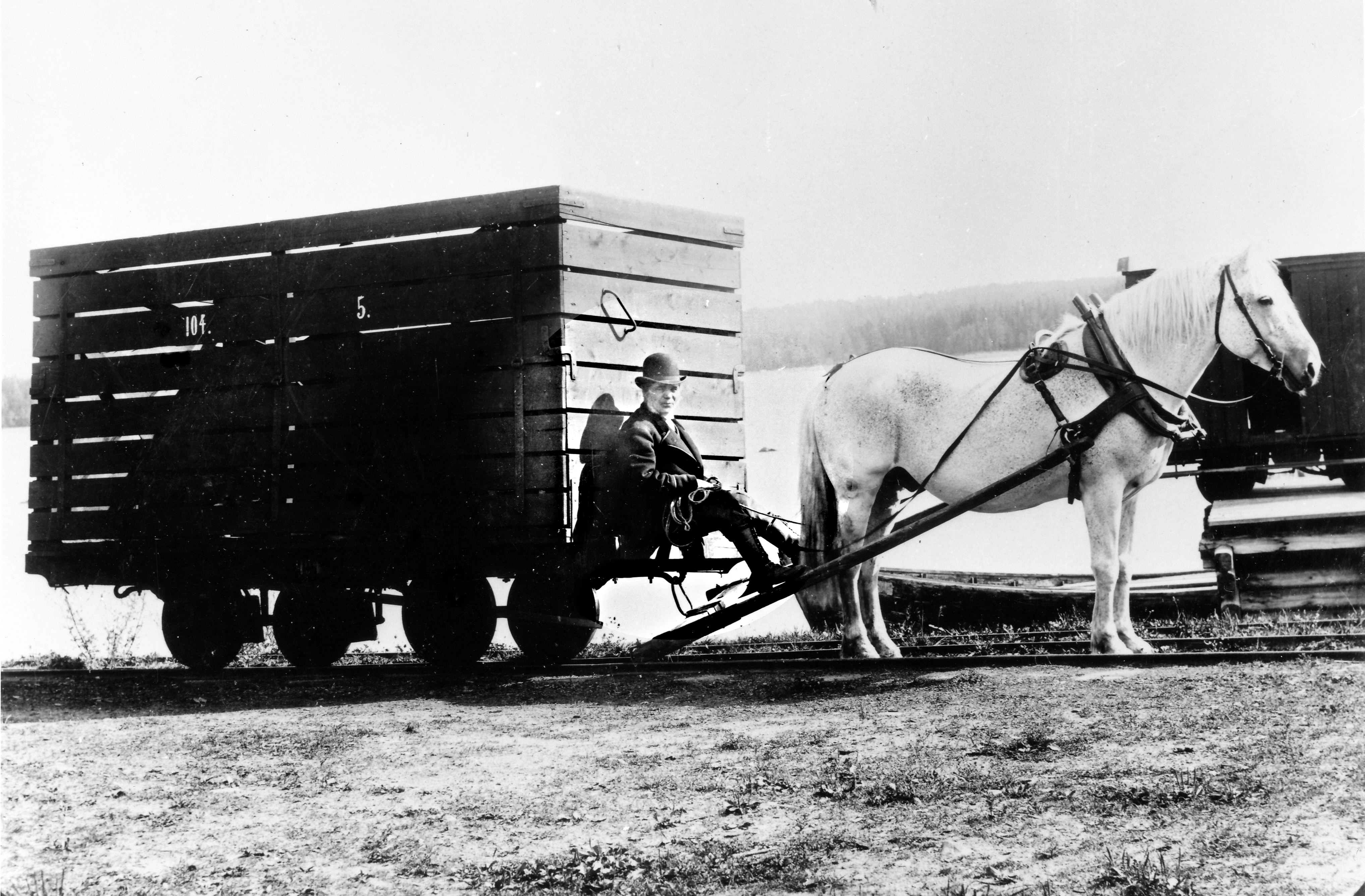
Kolvagn på hästbanan Grycken-Bysjön 1879 (Byvalla–Långshyttans Järnväg) med kusken S.P. Utter (född 1828)

Hästbana är en skenlagd väg för fordon dragna av hästar.

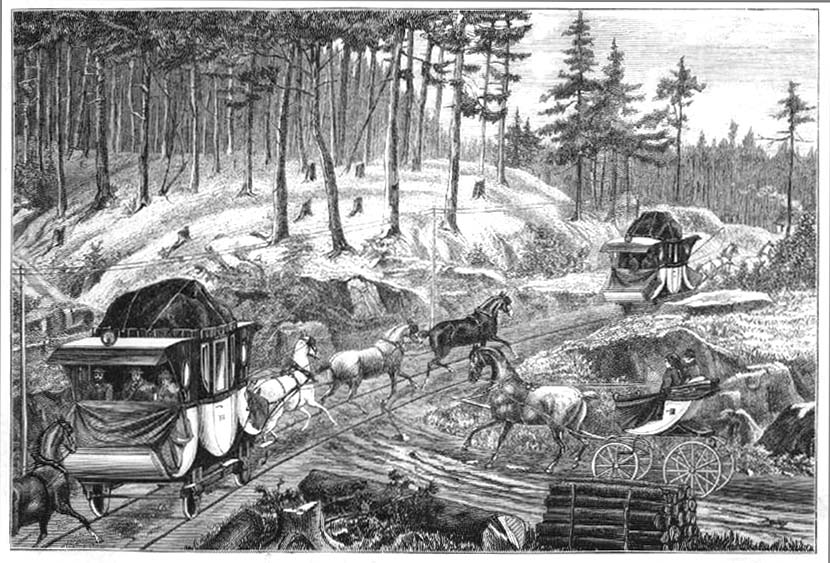
Förstaklass persontrafik på sträckan Linz–Budweis

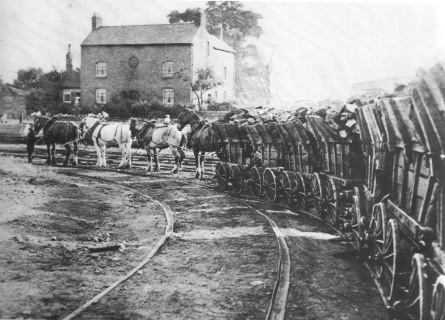
Sista transporten på Derby Canal Railway, 1908

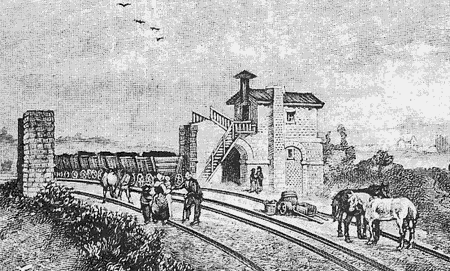
Station på linjen St-Étienne–Andrézieux, 1836

De första hästbanor som byggdes var – normalt korta – gruvbanor på träräls. Innan ånglokomotiv infördes, fanns i Ruhrområdet i Tyskland omkring 1835–1838 sammanlagt cirka 50 kilometer hästbanor. 
I England öppnades 1795 Derby Canal Railway mellan Derbykanalen och de norrom belägna kolgruvorna, med spårvidden 1067 mm. Den var den första järnvägen med räls av gjutjärn.
Den åtta kilometer långa järnvägen användes för koltransport från Kilburn och Denby till Derbykanalen vid Little Eaton samt för annat gods som sten, keramik och trä. Järnvägen drevs i begränsad omfattning från 1856 till nedläggningen 1908, in till slutet som en hästbana.
Den första hästbanan för allmän trafik på den europeiska kontinenten var Saint-Étienne–Andrézieux järnväg i Frankrike, som anlades efter en befallning 1823 av kung Ludvig XVIII. Den var 18 kilometer lång och invigdes 1827 för koltransporter från gruvorna i provinsen Forez till floden Loire. Ekipagen var hästdrivna till 1844.
Den andra hästbanan för allmän trafik på den europeiska kontinenten var Hästbanan Budweis–Linz–Gmunden, som öppnade i etapper mellan 1827 och 1836. Den var anlagd för i första hand för salttransport från Salzkammergut i Övre Österrike till Böhmen. På sträckan mellan Linz och Gmunden övertog ånglokdriften 1855–1856 och hästdriften lades ned på den sista sträckan 1872.
För persontransporter i städer, där de smutsiga ångloken och de ständiga stoppen och starterna gjorde ångdrift opraktiskt, fanns hästspårvägar kvar tills elektriciteten fick sitt genombrott.

## Hästbanor i Sverige
Den första hästbanan i Sverige byggdes 1798 med träräls mellan hamnen och gruvorna i Höganäs. Liknande träbanor byggdes, framför allt i Värmland, under början av 1800-talet. Claes Adelsköld byggde 1849 den åtta kilometer långa Frykstabanan mellan Frykstad vid sjön Fryken och Lyckan vid Klarälven. Denna fick lokdrift sju år senare med ångloket Fryckstad. 
År 1850 invigdes den elva kilometer långa Christinehamn–Sjöändans Järnväg med spårvidden 1099 mm. Den sammanband Bergslagskanalen med hamnen i Kristinehamn och använde sig fram till 1858 av hästar som dragkraft. Denna linje var en del av ett transportnätverk med sjöar, kanaler och järnvägar i östra Värmland. En av dem, den nio kilometer långa Kroppabanan från 1854 med spårvidden 787 mm, hade hästdragna fordon till 1869. En större bana mellan Kristinehamn och Mora anlades och dess första del var klar 1873, varefter de små banorna lades ned.

## Hästbanor i Sverige i urval
- Frykstabanan
- Kroppabanan
- Christinehamn–Sjöändans Järnväg
- Byvalla–Långshyttans Järnväg
- Landabanan